# Polei

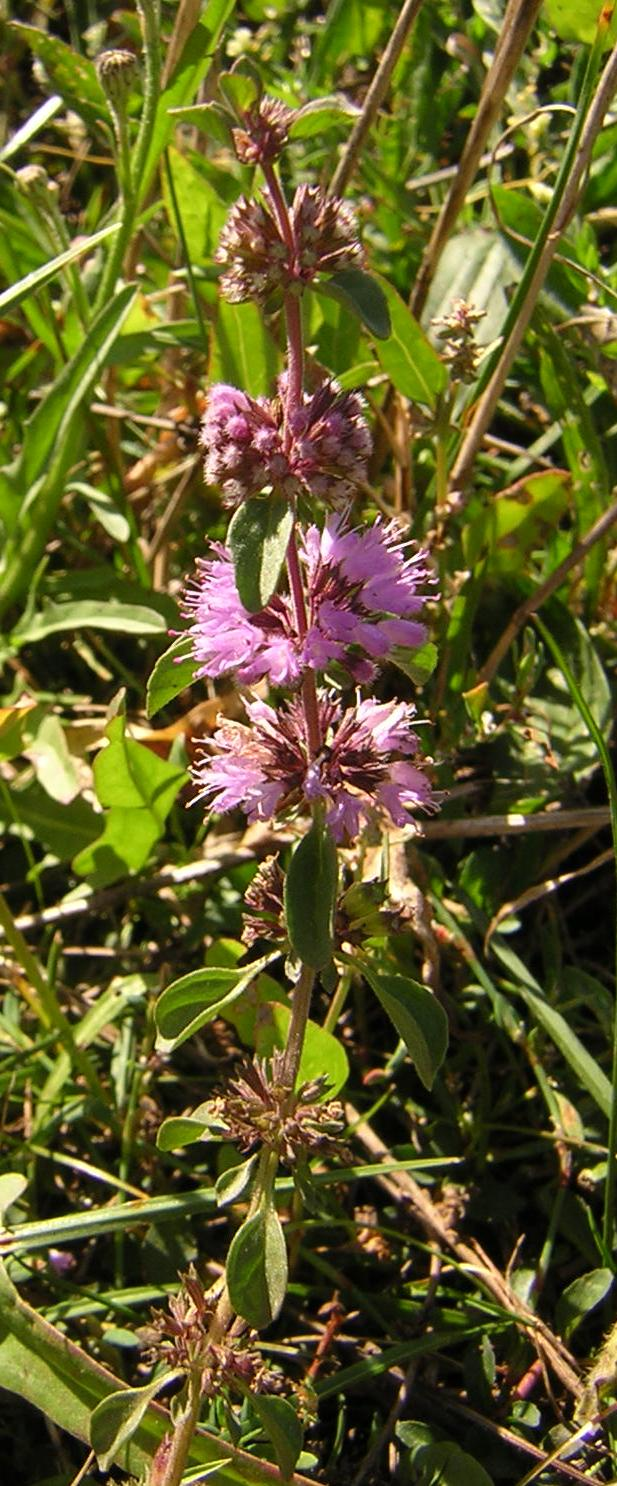

Polei (Mentha pulegium) is een plantensoort uit de lipbloemenfamilie (Lamiaceae).

## Determinatie
Polei is een vaste, kruidachtige plant die een hoogte bereikt van 15-30 cm. Ze vormt bovengrondse uitlopers. De slappe, vierkantige stengels wortelen makkelijk. De smal-eironde bladeren zijn 5-10 mm breed en hebben een ondiep gekarteld-getande rand of een bijna gaafrandige rand.
De soort bloeit van juli tot september met lichtpaarse, 4-6 mm lange bloemen. De kroonbuis is van binnen kaal. De ongelijke vijftandige kelk is ongeveer tweelippig met in de keel een ring van lange witte haren, die de keel in de vruchttijd afsluiten. De bloemen staan in schijnkransen. De bovenste schijnkrans is kleiner en armbloemiger dan de daaronder zittende, waardoor de stengel daaronder eindigt in een groepje kleine bladeren.
De vrucht is een vierdelige splitvrucht. De lichtbruine, ovale zaden zijn circa 0,75 mm groot.

## Ecologie
Polei komt voor op eutrofe, basische standplaatsen in de volle zon. Het gaat om milieus die 's winters overstromen; hoofdzakelijk betreft het laaggelegen graslanden langs rivieren en plassen. Vooral in extensief beweide uiterwaarden kan de soort veel voorkomen.

### Syntaxonomie
In de syntaxonomie staat polei te boek als kensoort voor de associatie van geknikte vossenstaart.

## Verspreiding
Het natuurlijke verspreidingsgebied van polei strekt zich uit over Eurazië. De soort staat op de Nederlandse Rode Lijst als zeer zeldzaam en zeer sterk afgenomen.

## Gebruik
De plant wordt zowel gebruikt in de siertuin als in de moestuin. 's Zomers kan vers, diepgroen blad met een verfijnde muntsmaak worden geplukt.
Van de gedroogde bladeren kan thee worden getrokken. In Spanje is dit een zeer gangbare kruidenthee.
Uit de plant wordt etherische olie gewonnen, pennyroyal-olie (CAS-nummer 8007-44-1) die kleurloos is of een lichtgele kleur heeft. De olie heeft een zware muntgeur en wordt voornamelijk gebruikt in wasmiddelen en goedkope parfums. Het plantengif bestaat uit pulegoon dat de menstruatie kan bevorderen maar ook abortus teweeg kan brengen.